# Frostbite (herní engine)
Frostbite je multiplatformní herní engine vyvinutý společností DICE, který je designován pro osobní počítače se systémem Microsoft Windows, herní konzole sedmé generace PlayStation 3 a Xbox 360, osmé generace PlayStation 4, Xbox One a Nintendo Switch a deváté generace PlayStation 5 a Xbox Series X/S a cloudovou službu Google Stadia.
Engine byl původně vytvořen pro sérii FPS her Battlefield, postupně se ale začal objevovat i v mnoha jiných žánrech. Stále je však exkluzivně používán ve hrách od společnosti Electronic Arts.

## Historie

### Frostbite 1 a 1.5
Herní engine Frostbite byl poprvé použit v roce 2008 ve videohře Battlefield: Bad Company. Je vybaven funkcemi HDR Audio a  Destruction 1.0. HDR Audio umožnilo hráčům přijímat různé úrovně zvuku a prostřednictvím Destruction 1.0 mohli ničit prostředí. Novější verze Frostbitu s Destruction 2.0, známá jako Frostbite 1.5, byla později použita ve videohrách Battlefield 1943 (2009) a Battlefield: Bad Company 2 (2010). V ní je hráčům umožněno ničit celé objekty. Na verzi 1.5 byl vybudován i multiplayerový mód videohry Medal of Honor (2010), která se tak stala první hrou mimo Battlefield běžící na Frostbitu.

### Frostbite 2
Dne 25. října 2011 vyšla videohra Battlefield 3, která představila novou verzi enginu, Frostbite 2. Funkce Destruction se dočkala dalších vylepšení a přinesla dynamičtější destrukci; hráči mohli ničit ještě více věcí než v předchozí verzi a padající trosky je mohly vážně až smrtelně zranit. Engine do hry přidal také novou mechaniku krycí palby či deaktivaci vozidel před jejich zničením. Need for Speed: The Run, vydaný 15. listopadu 2013, se stal první videohrou využívající Frostbitu, která nebyla střílečkou a nepracovalo na ní DICE. Studio EA Black Box pracovalo rok na předělání enginu, aby se místo střílení zaměřoval na řízení. Dne 21. května 2012 Johan Andersson, vývojář z DICE, řekl, že budoucí hry běžící na Frostbitu budou muset být na osobních počítačích hrány na 64bitových operačních systémech. Dne 23. října se stal Medal of Honor: Warfighter první hrou v sérii, v níž byl singleplayer a multiplayer vybudován na Frostbitu. Dne 26. března 2013 došlo k vydání hry Army of Two: The Devil's Cartel, jež se stala první střílečkou z pohledu třetí osoby a zároveň poslední hrou implementující Frostbite 2.

### Frostbite 3
V březnu 2013 Patrick Bach, výkonný producent Battlefieldu, oznámil, že Frostbite 3 nebude podporovat Wii U. Třetí generace Frostbitu se poprvé objevila 29. října ve videohře Battlefield 4. Nová verze funkce Destruction umožnila hráčům ještě více ovlivňovat a ničit prostředí. V jedné z map mohli například hráči zničit přehradu a celá mapa se následně zaplavila vodou. Dne 13. listopadu Andersson oznámil, že budoucí hry s Frostbitem a vylepšenou verzi Battlefieldu 4 bude pohánět Mantle, nízkoúrovňové renderovací rozhraní, které vyvinulo AMD ve spolupráci s DICE. Dne 15. listopadu se Need for Speed Rivals stalo druhou hrou v sérii, která používala Frostbite, a první hrou, jež implementovala jeho třetí generaci.
Dne 19. srpna 2014 byla vydána videohra Plants vs. Zombies: Garden Warfare, která se tak stala první hrou v sérii Plants vs. Zombies běžící na Frostbitu. Dne 18. listopadu se engine poprvé objevil v akční hře na hrdiny, a to jmenovitě v Dragon Age: Inquisition Druhou hrou ze série Battlefield běžící na Frostbite 3 se stal Battlefield Hardline, který byl vydán 17. března 2015. Dne 14. července byla vydána sportovní videohra Rory McIlroy PGA Tour, v takovémto žánru se Frostbite objevil vůbec poprvé. V listopadu byly vydány hry Need for Speed a Star Wars Battlefront, obě implementující Frostbite. V roce 2016 vyšla jako součást hry Star Wars Battlefront expanze exkluzivně pro PlayStation VR zvaná Rogue One X-Wing VR Mission, jež se stala první VR hrou využívající tento engine.
Dne 23. února 2016 se dočkala vydání videohra Plants vs. Zombies: Garden Warfare 2. Dne 7. června se hra Mirror's Edge Catalyst stala první akční adventurou běžící na Frostbitu. V sérii FIFA se engine poprvé objevil 27. září, kdy byla vydána FIFA 17. Nicméně pouze verze hry pro PlayStation 4, Xbox One a osobní počítače využívají Frostbitu; verze pro konzole PlayStation 3, Xbox 360 a Nintendo Switch tento engine nepoužívají. Hra Battlefield 1 byla vydána 21. října a jako třetí v sérii implementovala třetí generaci enginu.
Dne 21. března 2017 byl na Frostbitu vydán Mass Effect: Andromeda. Další sportovní sérií používající Frostbite se stalo Madden NFL počínaje dílem Madden NFL 18, který byl vydán 25. srpna. Dne 29. září byla vydána FIFA 18, její verze a další následné díly na Nintendo Switch však na Frostbitu nepoběží. Videohra Need for Speed Payback byla vydána 10. listopadu a Star Wars Battlefront II 17. listopadu. Battlefield V z 20. listopadu 2018 také používá engine Frostbite 3. V roce 2019 byly s Frostbitem vydány také hry Anthem, Plants vs. Zombies: Battle for Neighborville, Need for Speed Heat, Madden NFL 20 a FIFA 20.
V roce 2020 se Star Wars: Squadrons stalo druhou hrou běžící na Frostbitu a podporující VR; VR podporuje verze hry pro osobní počítače. Graficky vylepšená verze FIFY 21 pro herní konzole PlayStation 5 a Xbox Series X a Series S byla vydána 4. prosince 2020. FIFA 21 je jednou ze dvou her, jež využívají Frostbitu a těží z grafických vylepšení pro PlayStation 5 a Xbox Series X a S. Druhou hrou je Star Wars: Squadrons, jenž kromě vizuálních vylepšení podporuje i vysoké snímkové frekvence a rozlišení 4K.
V únoru 2021 bylo po oznámení verze hry Plants vs. Zombies: Battle for Neighborville pro Nintendo Switch odhaleno, že se Plants vs. Zombies stanou první hrou na konzoli Nintendo, jež poběží na Frostbitu. Podpora Switche byla do enginu přidána před vývojem videohry. V témže roce byl Frostbite implementován do hry NHL 22 série NHL a nahradil tak dosud používány engine Ignite.
V červnu 2021 došlo k úniku některých technologií enginu Frostbite, přičemž většina z nich souvisela s vývojem FIFY 21, u které unikl i zdrojový kód. Obsah byl zveřejněn 2. srpna 2021.

### Budoucnost
Videohra Battlefield 2042 z roku 2021 používá vylepšenou verzi enginu Frostbite.

## Problémy se složitostí
V roce 2017 se hra Mass Effect: Andromeda potýkala při vydání s mnoha problémy, které byly částečně způsobeny složitostí Frostbitu a problematickým vývojem.
V roce 2019 zdroje uvnitř společnosti BioWare tvrdily, že k potížím při vývoji hry Anthem přispěla i složitost Frostbitu. Bývalý generální ředitel společnosti Aaryn Flynn tyto problémy potvrdil v rozhovoru v listopadu 2019.
Vývojáři z DICE měli během vývoje hry Battlefield 2042 problémy s Frostbitem, protože musela být vyvinuta za pouhých 15 měsíců.

## Seznam her
| Název                                        | Datum vydání       | Vývojář                 | Verze | Platformy                                                                                           |
| -------------------------------------------- | ------------------ | ----------------------- | ----- | --------------------------------------------------------------------------------------------------- |
| Battlefield: Bad Company                     | 23. června 2008    | EA Digital Illusions CE | 1.0   | PlayStation 3, Xbox 360                                                                             |
| Battlefield 1943                             | 8. července 2009   | EA Digital Illusions CE | 1.5   | PlayStation 3, Xbox 360                                                                             |
| Battlefield: Bad Company 2                   | 2. března 2010     | EA Digital Illusions CE | 1.5   | Microsoft Windows, PlayStation 3, Xbox 360                                                          |
| Medal of Honor (multiplayer)                 | 12. října 2010     | EA Digital Illusions CE | 1.5   | Microsoft Windows, PlayStation 3, Xbox 360                                                          |
| Battlefield: Bad Company 2: Vietnam          | 18. prosince 2010  | EA Digital Illusions CE | 1.5   | Microsoft Windows, PlayStation 3, Xbox 360                                                          |
| Battlefield 3                                | 25. října 2011     | EA Digital Illusions CE | 2.0   | Microsoft Windows, PlayStation 3, Xbox 360                                                          |
| Need for Speed: The Run                      | 15. listopadu 2011 | EA Black Box            | 2.0   | Microsoft Windows, PlayStation 3, Xbox 360                                                          |
| Medal of Honor: Warfighter                   | 23. října 2012     | Danger Close Games      | 2.0   | Microsoft Windows, PlayStation 3, Xbox 360                                                          |
| Army of Two: The Devil's Cartel              | 26. května 2013    | Visceral Games          | 2.0   | PlayStation 3, Xbox 360                                                                             |
| Battlefield 4                                | 29. října 2013     | EA Digital Illusions CE | 3.0   | Microsoft Windows, PlayStation 3, PlayStation 4, Xbox 360, Xbox One                                 |
| Need for Speed Rivals                        | 15. listopadu 2013 | Ghost Games             | 3.0   | Microsoft Windows, PlayStation 3, PlayStation 4, Xbox 360, Xbox One                                 |
| Plants vs. Zombies: Garden Warfare           | 25. února 2014     | PopCap Games            | 3.0   | Microsoft Windows, PlayStation 3, PlayStation 4, Xbox 360, Xbox One                                 |
| Dragon Age: Inquisition                      | 18. listopadu 2014 | BioWare                 | 3.0   | Microsoft Windows, PlayStation 3, PlayStation 4, Xbox 360, Xbox One                                 |
| Battlefield Hardline                         | 21. března 2015    | Visceral Games          | 3.0   | Microsoft Windows, PlayStation 3, PlayStation 4, Xbox 360, Xbox One                                 |
| Rory McIlroy PGA Tour                        | 14. července 2015  | EA Tiburon              | 3.0   | PlayStation 3, Xbox 360                                                                             |
| Need for Speed                               | 3. listopadu 2015  | Ghost Games             | 3.0   | Microsoft Windows, PlayStation 4, Xbox One                                                          |
| Star Wars Battlefront                        | 17. listopadu 2015 | EA Digital Illusions CE | 3.0   | Microsoft Windows, PlayStation 4, Xbox One                                                          |
| Plants vs. Zombies: Garden Warfare 2         | 23. února 2016     | PopCap Games            | 3.0   | Microsoft Windows, PlayStation 4, Xbox One                                                          |
| Mirror's Edge Catalyst                       | 7. června 2016     | EA Digital Illusions CE | 3.0   | Microsoft Windows, PlayStation 4, Xbox One                                                          |
| FIFA 17                                      | 27. září 2016      | EA Vancouver            | 3.0   | Microsoft Windows, PlayStation 4, Xbox One                                                          |
| Battlefield 1                                | 21. října 2016     | EA Digital Illusions CE | 3.0   | Microsoft Windows, PlayStation 4, Xbox One                                                          |
| Mass Effect: Andromeda                       | 21. března 2017    | BioWare                 | 3.0   | Microsoft Windows, PlayStation 4, Xbox One                                                          |
| Madden NFL 18                                | 25. srpna 2017     | EA Tiburon              | 3.0   | PlayStation 4, Xbox One                                                                             |
| FIFA 18                                      | 29. září 2017      | EA Vancouver            | 3.0   | Microsoft Windows, PlayStation 4, Xbox One, Nintendo Switch                                         |
| Need for Speed Payback                       | 10. listopadu 2017 | Ghost Games             | 3.0   | Microsoft Windows, PlayStation 4, Xbox One                                                          |
| Star Wars Battlefront II                     | 17. listopadu 2017 | EA Digital Illusions CE | 3.0   | Microsoft Windows, PlayStation 4, Xbox One                                                          |
| Need for Speed: Edge                         | 10. prosince 2017  | EA Spearhead            | 3.0   | Microsoft Windows                                                                                   |
| Madden NFL 19                                | 9. srpna 2018      | EA Tiburon              | 3.0   | Microsoft Windows, PlayStation 4, Xbox One                                                          |
| FIFA 19                                      | 28. září 2018      | EA Vancouver            | 3.0   | Microsoft Windows, PlayStation 4, Xbox One, Nintendo Switch                                         |
| Battlefield V                                | 20. listopadu 2018 | EA Digital Illusions CE | 3.0   | Microsoft Windows, PlayStation 4, Xbox One                                                          |
| Anthem                                       | 22. února 2019     | BioWare                 | 3.0   | Microsoft Windows, PlayStation 4, Xbox One                                                          |
| Madden NFL 20                                | 2. srpna 2019      | EA Tiburon              | 3.0   | Microsoft Windows, PlayStation 4, Xbox One                                                          |
| FIFA 20                                      | 24. září 2019      | EA Vancouver            | 3.0   | Microsoft Windows, PlayStation 4, Xbox One, Nintendo Switch                                         |
| Plants vs. Zombies: Battle for Neighborville | 18. října 2019     | PopCap Games            | 3.0   | Microsoft Windows, PlayStation 4, Xbox One, Nintendo Switch                                         |
| Need for Speed Heat                          | 8. listopadu 2019  | Ghost Games             | 3.0   | Microsoft Windows, PlayStation 4, Xbox One                                                          |
| Madden NFL 21                                | 28. srpna 2020     | EA Tiburon              | 3.0   | Microsoft Windows, PlayStation 4, PlayStation 5, Xbox One, Xbox Series X/S, Stadia                  |
| Star Wars: Squadrons                         | 2. října 2020      | Motive Studios          | 3.0   | Microsoft Windows, PlayStation 4, PlayStation 5, Xbox One, Xbox Series X/S                          |
| FIFA 21                                      | 9. října 2020      | EA Vancouver            | 3.0   | Microsoft Windows, PlayStation 4, PlayStation 5, Xbox One, Xbox Series X/S, Nintendo Switch, Stadia |
| Madden NFL 22                                | 20. srpna 2021     | EA Tiburon              | 3.0   | Microsoft Windows, PlayStation 4, PlayStation 5, Xbox One, Xbox Series X/S, Stadia                  |
| FIFA 22                                      | 27. září 2021      | EA Vancouver            | 3.0   | Microsoft Windows, PlayStation 4, PlayStation 5, Xbox One, Xbox Series X/S, Nintendo Switch, Stadia |
| NHL 22                                       | 12. října 2021     | EA Vancouver            | 3.0   | PlayStation 4, PlayStation 5, Xbox One, Xbox Series X/S                                             |
| Battlefield 2042                             | 19. listopadu 2021 | EA Digital Illusions CE | 4.0   | Microsoft Windows, PlayStation 4, PlayStation 5, Xbox One, Xbox Series X/S                          |
| Madden NFL 23                                | 19. srpna 2022     | EA Tiburon              | 3.0   | Microsoft Windows, PlayStation 4, PlayStation 5, Xbox One, Xbox Series X/S, Stadia                  |
| FIFA 23                                      | 30. září 2022      | EA Vancouver            | 4.0   | Microsoft Windows, PlayStation 4, PlayStation 5, Xbox One, Xbox Series X/S, Nintendo Switch, Stadia |
| NHL 23                                       | 14. října 2022     | EA Vancouver            | 3.0   | PlayStation 4, PlayStation 5, Xbox One, Xbox Series X/S                                             |
| Need for Speed Unbound                       | 2. prosince 2022   | Criterion Games         | 4.0   | Microsoft Windows, PlayStation 3, PlayStation 4, Xbox 360, Xbox One,                                |
| Dead Space                                   | 27. ledna 2023     | Motive Studios          | 4.0   | Microsoft Windows, PlayStation 5, Xbox Series X/S                                                   |
| Command & Conquer                            | zrušeno            | Victory Games           | 3.0   | Microsoft Windows                                                                                   |
| Shadow Realms                                | zrušeno            | BioWare                 | 3.0   | Microsoft Windows                                                                                   |